# 懷特諾布 (愛達荷州)
懷特諾布（英語：White Knob）是位於美國愛達荷州卡斯特縣的一個鬼鎮。由於此地已於20世紀被荒廢，本地已無人居住。

## 地理
懷特諾布的座標為43°53′59″N 114°41′10″W / 43.89972°N 114.68611°W，而該地的平均海拔高度為2438米（即7999英尺）。